# Chiesa di Santa Maria delle Scale
La chiesa di Santa Maria delle Scale è una chiesa di Ragusa. È posta tra Ragusa Ibla e Ragusa Superiore, al limite tra i due centri.

## Storia
Secondo una tradizione locale la chiesa sarebbe stata edificata dai monaci cistercensi dell'abbazia di Santa Maria di Roccadia di Lentini, in forme gotiche, nella prima metà del XIII secolo. Dopo il terremoto del 1693 fu ampliata e in gran parte ricostruita in stile barocco.
Nella ricostruzione settecentesca l'orientamento della chiesa fu ruotato di 90º in senso antiorario, le absidi primitive furono trasformate negli attuali portali della navata destra e relativi ambienti

## Descrizione
La chiesa è a tre navate e priva di abside.
Dell'ingresso centrale originale rimane la parte sinistra del portale.

### Parete destra
Cappella di San Giuseppe. Nell'ambiente è custodita la statua raffigurante San Giuseppe, sulla controfacciata l'affresco San Biagio del 1597.
Sulla navata centrale si aprono quattro portali della chiesa originaria
- Primo portale, prossimo all'ingresso, poggia su due colonnine scolpite che si innalzano a formare un arco acuto in stile gotico.
- Secondo portale presenta anch'esso un arco acuto in stile gotico, in cima ad esso è presente una figura di Madonna col Bambino. Nell'altare corrispondente è visibile un gruppo scultoreo raffigurante la Pietà del XX secolo.
- Terzo portale presenta la parte inferiore con colonnine in stile gotico e quella superiore con fioroni in stile rinascimentale. Nell'altare corrispondente e è visibile una bellissima altorilievo in terracotta policroma del 1538 raffigurante il Transito della Vergine o Dormitio Virginis. In origine cappellone dedicato all'Assunzione della Vergine, l'ambiente è stato rifatto nel 1538, in forme rinascimentali.
- Quarto portale: Cappella delle Anime Purganti. Il portale presenta un fascio di colonnine strombate che si innalzano fino a formare un arco acuto in stile gotico del XV secolo. Nell'altare corrispondente è custodito il quadro raffigurante la Madonna col Bambino e le Anime Purganti del XIX secolo.

Nella parte finale della navata è collocata la cantoria e una statua raffigurante Santa Lucia.

### Parete sinistra
Pulpito del XV secolo e fonte battesimale del 1557.
- Prima campata:
- Seconda campata:
- Terza campata:

### Absidiole
- Absidiola destra: Cappella del Santissimo Crocifisso. Sull'altare è collocato un Crocifisso, sulla parete destra vicino al varco con la sagrestia il quadro raffigurante l'Immacolata Concezione.
- Absidiola destra: Cappella del Santissimo Sacramento.

- Abside centrale: Altare maggiore. L'ambiente custodisce la statua raffigurante la Vergine Assunta.